# Contact Groep Islam
De Contact Groep Islam, afgekort CGI, is een Nederlandse islamitische koepelorganisatie, die namens een aantal moslimgroeperingen contact onderhoudt met de overheid. Uit een door de overheid geïnitieerd representativiteitsonderzoek bleek dat de CGI in Nederland een achterban van circa 115.000 moslims vertegenwoordigt. In januari 2005 heeft minister Verdonk, minister voor Vreemdelingenzaken en Integratie het CGI als gesprekspartner erkend. 
Er bestond reeds een andere erkende islamitische koepelorganisatie, het Contactorgaan Moslims en Overheid (CMO). Het CGI is ontstaan nadat de Nederlandse Moslim Raad (NMR), uit het CMO was gestapt, omdat het CMO volgens de NMR bepaalde islamitische stromingen uitsluit. Zo had één lid van de CMO, de Surinaamse organisatie World Islamic Mission (WIM), laten weten dat wat haar betreft de Ahmadiyya moslims niet welkom waren in het CMO. 
De NMR wil met de nieuwe Contact Groep Islam een koepel vormen voor moslimgroeperingen als de ahmadiyya-moslims, de alevieten en de sjiieten.